# Service général du renseignement et de la sécurité
Ne doit pas être confondu avec Sûreté de l'État (Belgique).
 (février 2024).
Si vous disposez d'ouvrages ou d'articles de référence ou si vous connaissez des sites web de qualité traitant du thème abordé ici, merci de compléter l'article en donnant les références utiles à sa vérifiabilité et en les liant à la section « Notes et références ».
 (octobre 2020).
L'article doit être relu — et modifié si nécessaire — par des contributeurs indépendants pour apporter un regard critique aux contributions effectuées en violation des conditions d'utilisation de Wikipédia, tant sur la forme (notamment concernant le style encyclopédique, la proportionnalité) que sur le fond (la neutralité de point de vue, la qualité et l'indépendance des sources).
Le Service général du Renseignement et de la Sécurité ou SGRS (néerlandais : Algemene Dienst Inlichting en Veiligheid (ADIV); allemand : Allgemeiner Nachrichten- und Sicherheitsdienst ) est un des deux services de renseignement de la Belgique. Il dépend du Ministère de la Défense. Son homologue civil est la Sûreté de l'État, dépendante du Service public fédéral Justice.

## Histoire et compétences
Les missions du SGRS sont déterminées à l'article 11 de la « Loi organique des services de renseignement et de sécurité » du 30 novembre 1998 (Moniteur Belge du 18 décembre 1998).
Les agents de ce service exercent dans la discrétion afin de garantir, entre autres, la sécurité des Belges expatriés ou pour prévenir des menaces étrangères sur les Belges et leurs intérêts. Ils sont dès lors tenus au secret professionnel. 
Le Chef du SGRS est simultanément le sous-chef d'état-major Renseignement et Sécurité (Assistant Chief of Staff Intelligence and Security – ACOS IS). Il est donc à la fois soumis à l'autorité directe du Ministre chargé de la défense et du chef d'État-Major.
Le SGRS est contrôlé de près par le Comité permanent de contrôle des services de renseignement (« Comité R », dépendant du Parlement), disposant d'un site web et publiant des rapports sur le fonctionnement même dudit service ainsi que de son homologue civil, la Sûreté de l'État.
Le SGRS fournit, comme d'autres services, l'OCAM (Organe de coordination pour l'analyse de la menace) en information et renseignements. L'OCAM est chargé de l’analyse de la menace en matière de terrorisme et d’extrémisme.
Avec l’augmentation de la menace terroriste dans les années 2010 et les dysfonctionnements constatés lors des attentats du 22 mars 2016 à Bruxelles, le SGRS s'est vu renforcé. 
En janvier 2020, la hiérarchie de la SGRS est accusée par plusieurs de ses membres ou anciens membres de volontairement saboter certaines opérations de contre-espionnage en raison de conflits d'intérêts.

## Directions et Comité
Il est composé d'un état major, de deux directions, d’un comité de supervision.
- État Major et appui
- Direction Cyber: Cyber Sécurité
- Direction Sécurité: Sécurité Militaire
- Comité de supervision: des piliers Collecte et Exploitation

## Renseignement
Les différents piliers du renseignement du SGRS ont pour missions : de rechercher, d'analyser et de traiter le renseignement relatif à toute activité qui menace ou pourrait menacer l'intégrité du territoire national, les plans de défense militaires, l'accomplissement des missions de la Défense, la sécurité des ressortissants belges à l'étranger ou tout autre intérêt fondamental du pays. Les produits d'analyse et autres évaluations sécuritaires sont transmis aux plus hautes autorités de l'État.
Les différents piliers du Renseignement du SGRS sont donc responsable du recueil du renseignement, aussi bien sur le plan stratégique qu'opérationnel. Dans ce cadre, la recherche du renseignement est essentiellement axée sur l'étranger. Le renseignement stratégique vient en appui du processus de prise de décision des responsables politico-militaires. 
Le renseignement opérationnel est principalement destiné aux Composantes, et selon le cas, aux commandants d'unités en opération extérieure.
Sécurité
La direction Sécurité du SGRS est chargée de la sécurité militaire du personnel appartenant au département de la Défense, ainsi que de la sécurité des installations militaires, de l'armement, des munitions, des équipements, des plans et documents et des systèmes informatiques et de communication. 
Cette mission porte également sur la protection du secret lié aux engagements internationaux de la Belgique ou lié à l'accomplissement des missions de la Défense. La Direction Sécurité est également responsable de l'exécution d'enquêtes de sécurité, précédant l'octroi d'une habilitation de sécurité. Une telle habilitation est requise pour la prise de connaissance d'informations classifiées. Ces habilitations peuvent être délivrées au personnel militaire ou civil du département de la Défense ou, dans le cadre d'un contrat commercial, au personnel d'une firme privée. 
Toutes les activités liées à la sécurité sont centrées sur les forces armées belges et sur les installations militaires alliées en Belgique. Si nécessaire, elles peuvent être exercées au profit d'unités belges qui sont déployées à l'étranger.

## Renseignement de sécurité
Le SGRS emploie des militaires et des civils pour recueillir des informations dans le cadre de la contre-ingérence : rechercher, collecter et exploiter toute information en matière d'espionnage, sabotage, terrorisme et subversion qui forme ou peut former une menace pour les intérêts de la Défense, l'exécution des missions de la Défense ou les plans de défense militaires. 
Depuis 2010, la protection du potentiel économique et scientifique fait également partie des missions de ce service (Moniteur belge, 4 février 2010).

## État Major et appui
L'état major et l'appui a pour missions : l'appui général dans le domaine du personnel et des finances, de la sécurité interne, du training, de la logistique et du transport ainsi que des systèmes d'information et de communications.

## Cyber sécurité
La capacité Cyber protège, sécurise et assure la liberté de manœuvre des autres composantes et s’intègre dans les opérations militaires et de renseignement avec ses effets intrusifs et offensifs.

## Dirigeants du service
| Période                                             | Dirigeant                                               |
| --------------------------------------------------- | ------------------------------------------------------- |
| 01/01/2024 - ...                                    | Général-major Stéphane Dutron                           |
| 23/08/2021 - 31/12/2023                             | Vice-amiral Wim Robberecht                              |
| 17/09/2020 - 22/08/2021                             | Général-major Philippe Boucké                           |
| 20/09/2017 (En pratique le 21/06/2017) -16/09/2020  | Lieutenant-général aviateur Claude Van de Voorde        |
| 01/04/2012 - 19/09/2017 (en pratique le 20/06/2017) | Général-major (puis Lieutenant-général) Eddy Testelmans |
| 02/01/2004 - 01/04/2012                             | Vice-amiral Michael Hellemans                           |
| 01/07/1999 - 01/01/2004                             | Général-major José Michaux                              |